# Acocogta
Acocogta är en ort i Mexiko.   Den ligger i kommunen Tlatlauquitepec och delstaten Puebla, i den sydöstra delen av landet, 180 km öster om huvudstaden Mexico City. Acocogta ligger 1 757 meter över havet och antalet invånare är 557.
Terrängen runt Acocogta är kuperad åt sydväst, men åt nordost är den bergig. Runt Acocogta är det ganska tätbefolkat, med 199 invånare per kvadratkilometer. Närmaste större samhälle är Teziutlan, 13,6 km sydost om Acocogta. I omgivningarna runt Acocogta växer huvudsakligen savannskog.